# Olaf Tzschoppe

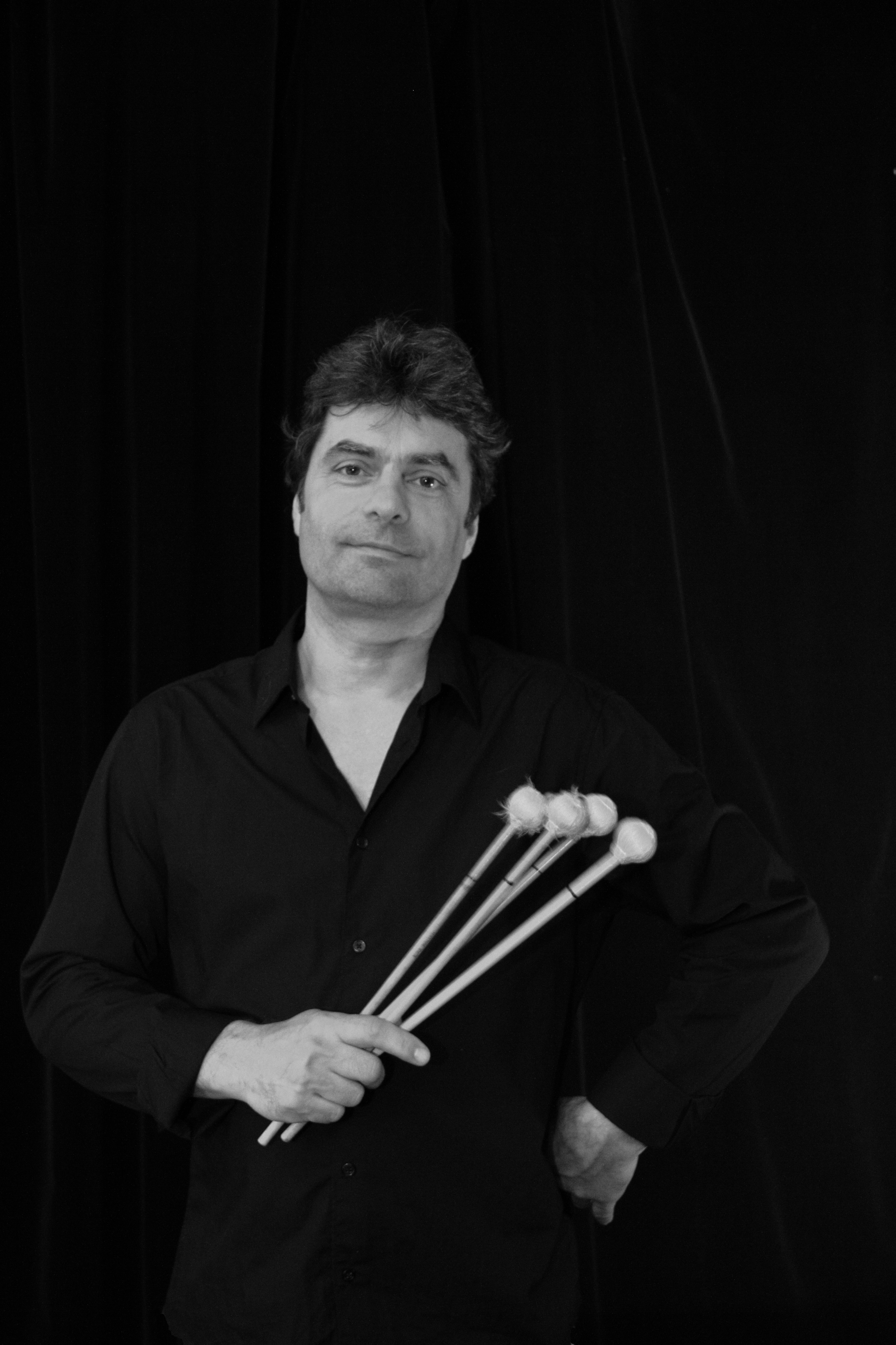
Olaf Tzschoppe (2013)

Olaf Tzschoppe (* 1962 in Kiel) ist ein deutscher Musiker, Schlagzeuger und Kammermusiker.

## Leben
Er studierte Schlagzeug an der Hochschule für Musik Freiburg bei Bernhard Wulff, an der University of Michigan in Ann Arbor (USA) bei Michael Udow und war Stipendiat des DAAD.
Sein künstlerischer Schwerpunkt ist das Solorepertoire und die Kammermusik des 20./21. Jahrhunderts sowie die interdisziplinäre Zusammenarbeit mit anderen Künsten. Er hat viele eigens für ihn komponierte Solo- und Kammermusikwerke uraufgeführt und wirkte bei Rundfunkaufnahmen und CD-Einspielungen mit. Ein besonderes Augenmerk für ihn liegt dabei auf der Kombination Orgel-Schlagzeug. Viele Kompositionen wurden extra für ihn und den Organisten Zsigmond Szathmáry  geschrieben und sind zum Teil auch auf CD erschienen. 
Olaf Tzschoppe ist seit 1992 Mitglied des weltbekannten Solistenensembles Percussions de Strasbourg, mit welchem er zahlreiche Preise und Auszeichnungen erhielt, und Mitbegründer des Ensemble SurPlus und Trio SurPlus, Freiburg. Weiterhin ist er Mitglied im Ensemble Experimental des SWR. Regelmäßige Tourneen führen ihn ins europäische Ausland und nach Übersee (Asien, Amerika, Afrika).
Neben Soloauftritten spielt er Konzerte mit Improvisierter Musik. Es verbindet ihn eine langjährige Zusammenarbeit mit dem türkischen Schlagzeuger Murat Coşkun. Er schrieb eigene Kompositionen, wie Guro for Percussion and Viola (2008), und Bearbeitungen. 
Seit 2004 ist Olaf Tzschoppe Professor für Schlagzeug und Kammermusik an der Hochschule für Künste Bremen.

## Kompositionen
- Bilder einer Ausstellung   Arr. für Orgel und Schlagzeug (2002)
- Guro   für Bratsche und Schlagzeug (2006-07)
- Kolongala   für Solo Schlagzeug (2008)
- Kolongala Kupanuliwa   für im Raum verteiltes Schlagzeug Quartett (2014)
- Eine Nacht auf dem Kahlen Berg   Arr. für Orgel und Schlagzeug  (2019)